# Arcidiocesi di Tirnovo
L'arcidiocesi di Tirnovo (in latino: Archidioecesis Ternobena) è una sede soppressa e sede titolare della Chiesa cattolica.

## Storia
Tirnovo (o Tarnovo), corrispondente all'odierna città di Veliko Tărnovo in Bulgaria, fu la capitale del secondo impero bulgaro, sorto nel 1185.
Lo zar Kalojan (1197-1207), nel suo intento di instaurare un patriarcato autocefalo, cosa inizialmente non autorizzata dal patriarca di Costantinopoli, si rivolse a Roma e nei negoziati che ne seguirono promise di riconoscere la supremazia spirituale del papa. Nel 1204 il legato di Innocenzo III, Leone, incoronò il re e contestualmente, il 25 febbraio 1204 il papa inviò il pallio all'arcivescovo Basilio, riconosciuto come primate e arcivescovo di tutta la Bulgaria e la Valacchia (primas totius Bulgariae et Blachiae).
I vescovi bulgari che sottoscrissero l'unione con Roma, oltre a Basilio, furono: gli arcivescovi Anastasio di Velebusdo e Saba di Preslavo; e i vescovi Ciriaco di Nisch (forse Niš), Marino di Skopje, Abramo di Pristina, Clemente di Vidin e Biagio di Branitza.
Questa unione durò poco più di trent'anni. In un sinodo celebrato a Lampsaco nel 1235, sotto la presidenza del patriarca Germano II di Costantinopoli e con il consenso degli altri patriarchi d'Oriente, alla chiesa bulgara di Tirnovo fu riconosciuta la dignità patriarcale; nella stessa assise il vescovo Germano di Tirnovo fu consacrato patriarca di Bulgaria. Ebbe così termine l'unione della Chiesa bulgara con la Santa Sede: a nulla valsero le scomuniche di Roma e la crociata indetta contro i Bulgari.
Dal 1933 Tirnovo è annoverata tra le sedi arcivescovili titolari della Chiesa cattolica; la sede è vacante dal 26 giugno 1967.

## Cronotassi degli arcivescovi titolari
- Joseph-François-Ernest Ricard † (18 settembre 1934 - 11 novembre 1944 deceduto)
- Antonio Samorè † (30 gennaio 1950 - 26 giugno 1967 nominato cardinale presbitero di Santa Maria sopra Minerva)